# 管眼眶燈魚
管眼眶灯鱼（学名：Diaphus trachops）为輻鰭魚綱燈籠魚目灯笼鱼科的其中一種，分布於中太平洋東部的夏威夷群島海域，屬深海魚類，棲息深度100-686公尺，體長可達6.3公分。

## 扩展阅读
維基物種上的相關：管眼眶灯鱼